# オウム真理教の年表
オウム真理教の年表では、オウム真理教に関する出来事を年表としてまとめる。
教団史については、オウム真理教の歴史を参照。

## 1983年 - 1986年
| 1983年        | 麻原彰晃こと松本智津夫、東京都渋谷区桜丘に、仙道・ヨーガ・東洋医学などを統合した（超）能力開発の指導を行う学習塾「鳳凰慶林館」を開設 |
| 1984年2月14日 | 鳳凰慶林館に代わり「オウムの会」を東京都渋谷区で創設。当初はヨーガのサークルであった |
| 1984年5月28日 | 株式会社オウム設立 |
| 1985年9月     | オカルト雑誌『ムー』10月号、『トワイライトゾーン』10月号に麻原の空中浮揚写真が掲載される。麻原曰く、「あと1年ほどすれば空を自在に飛べるようになるはずです」                                                                                      |
| 1985年10月    | 麻原、「幻の超古代金属ヒヒイロカネは実在した！？」という記事を『ムー』11月号に掲載。岩手県にヒヒイロカネ探しに行った際、酒井勝軍と行動を共にしたという老人と会い、酒井が隠していたとするハルマゲドン予言を聞く。ヒヒイロカネ50名に読者プレゼント |
| 1985年秋      | 麻原、「アビラケツノミコト（神軍を率いる光の命）になれ」と啓示を受けたとする |
| 1986年4月     | 「オウム神仙の会」に改称 |
|               | ステージ制導入 |
| 1986年7月     | 麻原がヒマラヤで最終解脱したと主張する |
| 1986年9月     | 僧伽（出家制度）発足 |
| 1986年        | 『超能力秘密の開発法』『生死を超える』出版 |

## 1987年
| 1月4日  | 麻原、丹沢セミナーで「タントラ・ヴァジラヤーナ」「ポア」説法                           |
| 2月     | 大阪支部開設                                                                           |
| 2月24日 | ダライ・ラマ14世とインドで会談                                                         |
| 7月     | インド訪問。麻原、この時に現地の高僧からタントラ・ヴァジラヤーナを伝授されたとする     |
| 8月     | 「オウム真理教」に改称。本部を渋谷区から世田谷区に移し、月刊誌『マハーヤーナ』発行開始 |
|         | 富士宮市の土地取得                                                                     |
| 11月    | ニューヨーク支部を開設（初代支部長は上祐史浩）                                         |

## 1988年
| 3月      | 「血のイニシエーション」開始                                                                                             |
| 7月      | 日本シャンバラ化計画発表                                                                                                 |
| 7月6日   | ダライ・ラマ14世とインドで会談                                                                                           |
| 8月      | 静岡県富士宮市に富士山総本部を開設                                                                                       |
| 9月22日  | 在家信者死亡事件。富士山総本部に来ていた在家信者が修行中に死亡。遺体は、護摩壇で焼かれた上に、旧上九一色村の精進湖へ遺棄 |
| 11月     | 江東区に東京総本部を開設                                                                                                 |
| 11月5日  | 静岡県によるトンネル無断工事で県を告訴                                                                                   |
| 12月13日 | 富士山総本部でハルマゲドン後に生き残る条件は、戒を守る、シヴァ神・グルへの帰依であると説く。                             |

## 1989年
坂本弁護士事件で一時危機を迎えるも、事件が迷宮入りしたことでオウムは生き延びた。
| 2月10日          | 教団最初の殺人事件、男性信者殺害事件発生 |
| 2月              | 「滅亡の日」刊行。シヴァ神から「力で良い世界をつくる」タントラ修行者による諸国民の支配という神託を受けたと説く。 |
| 3月1日           | 東京都に対し宗教法人の認証申請 |
| 4月24日          | 東京都庁、文化庁に麻原と信者約300人が押し寄せ、宗教法人早期認可を求め抗議 |
| 5月1日           | 「滅亡から虚空へ」刊。オウムが頑張って多くの成就者を出すことができれば，ハルマゲドンの被害を少なくすることができると説いた。 |
| 6月22日          | 坂本堤弁護士らがオウム真理教被害対策弁護団を結成 |
| 8月16日          | 東京都選挙管理委員会に真理党の政治団体設立を届出 |
| 8月25日          | 宗教法人認可（8月29日設立登記） |
| 10月2日          | サンデー毎日が「オウム真理教の狂気」の連載をスタートし、高額な布施や未成年出家者に対する親権者の監護権侵害などを取り上げ糾弾する。各メディアもこれに追随 |
| 10月9日 10月16日 | 麻原、文化放送の番組「梶原しげるの本気でDONDON」に出演しバッシングに対して反論 |
| 10月中旬         | 毎日新聞社本社、文化放送、文化放送プロデューサーなどに対してビラ貼りや街宣車での嫌がらせを実施。麻原、毎日新聞社の爆破やサンデー毎日編集長牧太郎の暗殺を構想 |
| 10月11日         | 麻原、テレビ朝日「こんにちは2時」に出演。後の被害者の会代表永岡弘行と論争 |
| 10月21日         | オウム真理教被害者の会設立 |
| 10月26日         | フジテレビ「おはよう!ナイスデイ」でオウムが取り上げられる |
| 10月26日         | 青山吉伸、上祐史浩、早川紀代秀が東京放送（現・TBSテレビ）千代田分室を訪れ、取材内容に抗議、放送を中止するよう圧力をかける（TBSビデオ問題） |
| 10月31日         | 夜、青山吉伸、上祐史浩、早川紀代秀が横浜法律事務所を訪問した。10月29日に申し入れた事前の約束では青山1人の予定だった |
| 11月初頭         | 麻原、坂本堤の殺害を指示 |
| 11月4日          | 坂本弁護士一家殺害事件。遺体はオウムが持ち出したため、失踪扱いに。周囲は当初から拉致と見ていた |
| 11月7日          | 坂本弁護士に関して捜索願が提出された |
| 11月15日         | 坂本弁護士に関し公開捜査に切り替えられた |
| 11月18日         | 坂本弁護士に関し教団が記者会見し「（現場に落ちていたプルシャについて）坂本弁護士が被害者の会の親から預かったもの か、第三者 が故意に置いたと考えるのが自然」「警察からは事情聴取も受けていない」「申し入れがあれば捜査に協力する」と発表                                                 |
| 11月19日         | 前夜の会見を受けてか日曜日にもかかわらず神奈川県警察は教団幹部に事情聴取を申し入れたが、教団側は「集中修行の期間」を理由に事情聴取を拒否 |
| 11月21日         | 11月19日に幹部事情聴取を拒否した理由である集中修行の期間であるにもかかわらず、幹部がオランダ・アムステルダムに出国 |
| 11月29日         | 富士宮市議会で社会党の渡辺利光市議がオウム真理教について市当局に質問。富士宮総本部には7月に216人が住民登録されていたが、8月に東京都杉並区宮前のある住所 に向けて一斉に転出が始まり、11月1日までに17人に減ってしまったという                                                              |
| 11月30日         | 教団は西ドイツ（当時）・ボンで会見。坂本堤弁護士失踪は横浜法律事務所が仕組んだ狂言だと主張。一行にはドイツ語を話せるものがおらずボン支部へも道に迷い語学が堪能な記者が見かねて教えたという                                                                                               |
| 12月24日         | 読売テレビ制作のテレビアニメ「シティーハンター3」第11話に麻原彰晃の顔写真のコマが一瞬挿入される（サブリミナル）。1995年5月2日に発覚。読売テレビは同年5月23日付で郵政省（現・総務省）から「番組基準の遵守を問われるような放送を行い、社会問題を引き起こした」として注意の行政指導を受けた |
| 12月26日         | 雑誌「SPA!」（扶桑社）に麻原と中沢新一の対談が掲載される |
| 年末             | 一行はニューヨークから帰国後テレビの生番組にフル出演、その後さらにインドに渡り帰国 |

## 1990年
選挙で惨敗しいよいよ武装化に着手。熊本に進出し住民との戦いも始まった。
| 1月7日   | 麻原自身を含む幹部25名が真理党を結成し中野文化センターにおいて第39回衆議院議員総選挙への出馬表明。ただし演説したのは麻原だけ、他の24人は実質ホーリーネームでの出馬（選挙管理委員会に受理されなかったため、届出は本名で行い、選挙ポスターなどではホーリーネームの方を大きく掲示した）であった。会場では麻原のお面をかぶった運動員が踊り、「ショーコーショーコー」と麻原の名前を連呼する歌を流し、集まった300人以上の信者が手拍子するという状態で、江川紹子は「選挙運動といっても、その実質は教団や教祖の宣伝」としていた |
| 2月10日  | 坂本弁護士一家殺害事件実行犯のひとり、岡﨑一明が教団から3億円を持ち出し逃亡。後に3億は早川紀代秀に取り返されるが、岡崎は麻原に事件の口止め料を要求し、麻原から830万円を脅し取る |
| 2月16日  | 岡﨑一明が神奈川県警に遺体を埋めた場所を記した匿名手紙を送付。しかし警察は遺体発見に失敗 |
| 2月18日  | 第39回衆議院議員総選挙執行。全員落選。これ以降、社会敵視傾向に拍車がかかる（オウム真理教の国家転覆計画） |
| 3月頃    | 麻原は幹部25人を集め「今の世の中はマハーヤーナでは救済できないことが分かったので、これからはヴァジラヤーナでいく。現代人は生きながらにして悪業を積むから、全世界にボツリヌス菌をまいてポアする。」と宣言。生物兵器ボツリヌス菌・ボツリヌストキシンの研究を開始 |
| 4月      | 石垣島セミナー。教団の立て直しに成功。ただし当初の目的であったボツリヌステロは実行できず |
|          | 旧上九一色村に第2サティアン建設 |
| 4月〜5月 | 首都圏にボツリヌス菌・ボツリヌストキシンを散布するが失敗 |
| 5月      | 日本シャンバラ化計画の一環として熊本県阿蘇郡波野村の土地を5000万円で入手・造成。シャンバラ精舎とする |
|          | 波野村でホスゲン爆弾計画開始 |
| 6月1日   | オウム真理教付属医院設立 |
| 8月3日   | 大阪府の父親4人が妻が子どもを連れて出家した事に対し人身保護請求を起こす（9月7日引き渡し命令） |
| 8月16日  | オウム真理教国土利用計画法違反事件。熊本県が国土利用計画法と森林法違反で教団を告発 |
|          | 広島でシクロヘキサノンを積んだオウムのトラックが乗用車に衝突し炎上、一般人1人が死亡。運転していた信者逮捕 |
| 10月22日 | 波野村の教団施設が熊本県警の強制捜査を受ける。オウムは熊本県警内の信者から前もって強制捜査情報を入手し、隠蔽工作をしたので武装化は発覚しなかった。以後しばらく武装化を中断 |
| 10月30日 | 国土法事件で早川紀代秀と満生均史が出頭、逮捕 |
| 11月     | 国土法事件で青山吉伸、石井久子、大内利裕が逮捕 |
| 11月21日 | 熊本日日新聞で特集連載「揺れる山里 ルポ オウム真理教」開始（1991.6まで） |

## 1991年
前年末の国土法事件と強制捜査を受けて武装化路線を中断し、文化活動にシフトした。
| 3月                | ダンスオペレッタ「死と転生」公演開始                                                                                   |
| 3月7日             | ニフティサーブに「オウム真理教会議室」を開設                                                                           |
| 5月26日 〜6月9日   | インド訪問 |
| 6月                | 雑誌「03」6月号（新潮社）に麻原と荒俣宏の対談が掲載される                                                              |
| 7月3日 〜7月13日   | インド訪問 |
| 8月19日 〜8月26日  | チベット訪問 |
| 8月26日 〜8月31日  | ラオス訪問。国賓待遇                                                                                                   |
| 9月28日            | テレビ朝日「朝まで生テレビ!」にパネリストとして麻原と教団幹部が出演（#テレビとの関係参照）                             |
| 9月30日 〜10月3日  | スリランカ訪問 |
| 10月               | 麻原、キリスト宣言。自分をキリスト（メシア）であるとする                                                               |
|                    | 麻原、日本テレビ「とんねるずの生でダラダラいかせて」出演（#テレビとの関係参照）                                        |
|                    | 雑誌「サンサーラ」10月号（徳間書店）に麻原と田原総一朗の対談が掲載される                                               |
| 10月5日 〜10月12日 | インド訪問 |
| 11月               | 信州大学、東北大学、気象大学校、東京大学、京都大学、世田谷区民会館で麻原講演会                                         |
|                    | モスクワにロシア日本大学設立                                                                                           |
| 11月4日            | 麻原、気象大学校学園祭で宗教学者島田裕巳と対談                                                                         |
| 12月               | 雑誌「BRUTUS」12月15日号（マガジンハウス）に麻原と中沢新一の対談が掲載される                                           |
| 12月18日           | 雑誌「SPA!」12月18日号（扶桑社）に宗教学者井上順孝、フォトジャーナリスト藤田庄市による麻原へのインタビューが掲載される |
| 12月30日           | 麻原、テレビ朝日「ビートたけしのTVタックル」に出演（#テレビとの関係参照）                                              |

## 1992年
前年同様に文化活動を行っていたが、徐々に武装化を再開。
| 1月14日          | マハーポーシャ設立 |
| 1月24日          | マハーサンパッティ設立 |
| 2月              | 来日したロシア共和国のオレグ・ロボフらと会談。ロシア進出のきっかけとなる |
|                  | 雑誌「現代」2月号（講談社）に麻原と島田裕巳と小森龍邦部落解放同盟書記長の対談が掲載される |
| 3月7日 〜3月16日 | 「ロシア救済ツアー」として約300名がロシア訪問。アレクサンドル・ルツコイ副大統領と会談 |
| 4月1日           | オウム真理教放送「エウアンゲリオン・テス・バシレイアス」開始。ロシアから放送 |
| 4月              | 雑誌「別冊太陽 No77 輪廻転生」（平凡社）に麻原と宗教学者山折哲雄の対談が掲載される |
| 5月              | スリランカ訪問 |
| 5月27日          | 教団が長野県松本市に取得した土地の地主が、売買・賃貸契約の無効と土地の明け渡しを求めて教団を提訴（松本サリン事件のきっかけ） |
| 6月              | 不動産会社「マハーポーシャ・オーストラリア」を設立、教団の核開発計画のため、直後に500,000オーストラリアドル（約3000万円）で西オーストラリア州パースの北東700kmにあるレオノーラ地区バンジャウォーン（バンジャワン）牧場を購入した |
|                  | 雑誌「BART」（集英社）に麻原とビートたけしの対談が掲載される |
| 6月16日          | 「エウアンゲリオン・テス・バシレイアス」、英語放送開始 |
|                  | 北海道大学、京都教育文化センター、名古屋大学で麻原講演会 |
| 7月              | インド訪問。ダライ・ラマ14世と会談 |
|                  | スリランカ訪問。チャーター機の機長に機内食がまずいと言いがかりをつけトラブルに |
|                  | ブータン訪問。国賓待遇。麻原にブータン政府から「最聖」の称号を与えられたと発表 |
| 夏               | 炭疽菌研究開始。以後、徐々に武装化を再開 |
| 9月              | モスクワ支部を開設（初代支部長は新実智光） |
|                  | 麻原が新実智光、遠藤誠一、豊田亨ら幹部を含む25人の信者を連れてオーストラリアを訪問、バンジャウォーンでウランを探すため約1ヶ月滞在。パース空港到着時、一行が塩酸などの劇薬を所持していたことが明らかになり、遠藤誠一など2人が危険物持ち込みで罰金刑に処せられた。豊田亨は現地に「豊田研究所」と札のついた専門の化学実験室を持っていた |
| 9月14日          | オカムラ鉄工乗っ取り事件 |
|                  | パソコン通信のBBS「オウム真理教ネット」開設 |
| 10月             | コンゴ訪問 |
| 11月             | キーレーン交響楽団結成 |
|                  | 東京工業大学、信州大学、大阪大学、千葉大学、横浜国立大学、東京大学、京都大学で麻原講演会。麻原、講演に同伴した村井秀夫ら信者に「またヴァジラヤーナを始めるぞ」と発言 |
|                  | インド訪問。マハーボディ寺の菩提樹の下に座りトラブルに |
| 11月19日         | ロシアのテレビ局「ツー・バイ・ツー」でオウムの宗教番組「真理探究」放送開始 |
| 11月23日         | 京都大学で講演し「2000年までに破局が訪れる」と予言 |
| 12月10日         | 南青山に東京総本部開設。同時に亀戸の旧総本部は新東京総本部と改称 |
| 12月18日         | 松本支部での説法で「93年の後半、特に10月以降急激に新しい変化」と予言 |

## 1993年
生物兵器計画がことごとく失敗していた最中、サリンの製造に成功。
| 1月・3月 | 台湾訪問 |
| 3月21日  | 麻原が杉並道場での説法で「1997年にハルマゲドンがある」旨の発言                                                        |
| 春       | 村井秀夫が土谷正実にサリン製造を指示                                                                                  |
| 4月2日   | 化学薬品購入目的のダミー会社「長谷川ケミカル」設立                                                                    |
| 4月8日   | 麻原が広島支部で説法、この頃から説法に「核兵器」「細菌兵器」「化学兵器」「軍備」という言葉が頻発するようになる        |
| 4月9日   | 麻原が高知支部での説法で初めてサリンに言及                                                                            |
| 5月      | 富士清流精舎建設 |
| 6月      | 皇太子成婚パレード炭疽菌散布計画                                                                                      |
| 6月6日   | オウム真理教男性信者逆さ吊り死亡事件。遺体は幹部らによって遺棄                                                        |
| 6月28日  | 第1次亀戸異臭事件。新東京総本部から炭疽菌を散布するが失敗                                                             |
| 7月2日   | 第2次亀戸異臭事件 |
| 8月      | 土谷正実、サリン合成に成功。同時にサリンプラントの建設を開始（サリンプラント建設事件）                                |
|          | 首都圏に炭疽菌を散布。皇居や信濃町の創価学会本部周辺に炭疽菌を散布したが失敗                                          |
| 8月4日   | 化学薬品購入目的のダミー会社「ベル・エポック」設立                                                                    |
| 9月      | インド訪問 |
|          | 岐部哲也がアメリカでヘリ免許取得                                                                                      |
| 10月     | 麻原、教団が毒ガス攻撃を受けているとの主張を始める                                                                    |
| 11月     | サリン散布に使おうとしていた農薬散布用ラジコンヘリが岐部哲也の操縦ミスで大破                                          |
|          | 第1次池田大作サリン襲撃未遂事件。サリンを使用した初の事例であり、標的は創価学会名誉会長の池田大作である               |
|          | ロシア訪問 |
| 12月     | PSI（パーフェクト・サルべーション・イニシエーション）開始（いわゆるヘッドギア）                                       |
| 12月18日 | 第2次池田大作サリン襲撃未遂事件。現場警備担当の創価学会員（牙城会）数名負傷。実行時に防毒マスクを外した新実智光が重症 |
| 時期不明 | 化学薬品購入目的のダミー会社「下村化学」、ロシアへの射撃訓練ツアーを企画した「ドゥブニールミリオネール」などを設立    |
|          | 神宮球場サリン散布計画                                                                                                |

## 1994年
化学兵器や麻薬を手に入れたオウムはいっそう過激になり、多くの事件をおこした。
| 1月30日   | 薬剤師リンチ殺人事件 |
| 2月       | 中国本土訪問 |
|           | サリン30キロ（青色サリン溶液）製造。後に滝本太郎弁護士サリン襲撃事件、松本サリン事件で使用 |
|           | 18歳の少年信者が作業中に機械に挟まれ死亡 |
| 2月21日   | 早川紀代秀、村井秀夫、渡部和実、広瀬健一、豊田亨がロシア訪問。AK-74自動小銃をカメラなどで計測 |
| 2月27日   | 麻原、「東京にサリン70トンをぶちまくしかない」と幹部に説法 |
| 2月28日   | 村井秀夫らがロシアよりAK-74部品を密輸入。密造計画を開始（自動小銃密造事件） |
| 3月27日   | 宮崎県旅館経営者営利略取事件、被害者は5ヶ月間監禁され、解放後の9月2日に告訴 |
| 4月       | 富士川河口付近でサリン散布実験 |
|           | 信者らがロシアを訪問し軍事訓練ツアー。化学兵器探知器、LSD原料、小銃弾などを持ち帰る |
|           | 村井秀夫、土谷正実に爆薬サンプル製造を指示 |
|           | 麻原、サリンプラント早期完成を指示 |
| 5月1日    | LSD密造開始 |
| 5月9日    | 滝本弁護士サリン襲撃事件 |
| 6月       | 村井秀夫、土谷正実に覚醒剤製造を指示 |
|           | キリストのイニシエーション、温熱療法、バルドーの悟りイニシエーション、Sチェック開始 |
| 6月1日    | Mi-17ヘリ到着 |
| 6月20日   | 麻原、松本サリン事件の実行を指示 |
| 6月27日   | 麻原の体調悪化に伴い省庁制の発足式を午前0時から都内うまかろう安かろう亭で挙行。22省庁を開設し大臣と次官を設置。当時の教祖、麻原は神聖法皇に。松本麗華を法皇官房長官とする                                                                        |
|           | 夜、松本サリン事件。長野地裁松本支部官舎に隣接する住宅街でサリンを噴霧し、8人を殺害。重軽傷600人。当初は被害者の一人であった河野義行に疑惑の目が集まった                                                                                         |
| 7月       | 覚醒剤密造開始 |
|           | フランス訪問 |
| 7月8日    | 信者が大火傷する騒動。土谷正実がイペリットを検出 |
| 7月9日    | 未明、第7サティアンに建設中のサリンプラントで薬品漏れ事故が発生。周辺で異臭騒ぎがあり、治療が必要な人的被害はなかったものの近くのブナなどの葉が褐色に変色、教団側は否定したが地元の人たちは発生源は教団だと確信していた                          |
| 7月10日   | オウム真理教男性現役信者リンチ殺人事件。7月8日の騒動でスパイ疑惑をかけられた信者が拷問の末死亡 |
| 7月15日   | 元仙台支部長温熱死事件 |
|           | 夕方、7月9日に続き第7サティアンで再び異臭騒ぎ |
| 7月28日   | 女性看護師拉致監禁事件 |
| 7月30日   | 河野義行が退院して「顔も名前も出して結構です」として記者会見を開き、自らの無実を訴えた |
| 8月       | ロシア訪問 |
|           | 村井秀夫が青酸、ホスゲン製造を指示 |
|           | チオペンタールナトリウム密造開始 |
| 8月10日   | 教団「雄叫び祭」を開催。内容は早食い大会やカラオケ大会など |
|           | 河野義行が病院で書いた手記が文藝春秋9月号に掲載されて発表され、この後徐々に報道の扱いが変化して行く |
| 8月 ～9月 | 土谷正実、VXの合成に成功 |
| 9月       | 滝本太郎弁護士VX毒殺未遂事件 |
|           | 機関誌「マハーヤーナ」に代わって過激路線の「ヴァジラヤーナ・サッチャ」が創刊される |
| 9月20日   | 江川紹子ホスゲン襲撃事件 |
| 10月7日   | 長野県警が同年7月に異臭騒ぎのあった第7サティアン付近の土を採取 |
| 11月4日   | 滝本太郎弁護士ボツリヌス菌毒殺未遂事件 |
| 11月      | 10月7日に採取した第7サティアン付近の土を警察庁科学警察研究所で調べたところ、サリンの分解物メチルホスホン酸及びサリン製造の際の副生成物メチルホスホン酸イソプロピルが検知され、松本サリン事件で現場に残留していた副生成物とほぼ一致したことが判明 |
|           | 強制捜査の噂が流れる。強制捜査の噂によりサリンプラント建設を一時中断 |
|           | ニューナルコ開始 |
|           | サリンプラントで異臭騒ぎ |
| 12月2日   | 駐車場経営者VX襲撃事件 |
| 12月5日   | 鹿島とも子長女監禁事件 |
| 12月9日   | 大阪における拉致監禁事件。元自衛官を拉致 |
| 12月10日  | ピアニスト監禁事件 |
| 12月12日  | 会社員VX殺害事件 |
| 12月28日  | 三菱重工広島研究所侵入事件。レーザー兵器開発などのためのデータ収集 |
| 12月      | 府中運転免許試験場侵入事件。偽免許証用のデータ収集 |
| 時期不明  | 怪文書「松本サリン事件に関する一考察」が流通 |

## 1995年
教団の崩壊の年。逮捕者についてはオウム真理教事件#逮捕者を参照。
| 1月1日           | 「エウアンゲリオン・テス・バシレイアス」中で麻原彰晃は「95年は、社会的に見ても、世界的に見ても、非常に不安定な時代を迎えるわけだが、オウム真理教にとっては逆に外的な圧力は弱められ、大発展の年になるはずである」と予言したが、これは大きく外れた |
|                  | 読売新聞が上九一色村の第7サティアン周辺でサリンを生成した際の残留物質である有機リン系化合物が検出されたとスクープ、これを受けてサリンプラントを解体しシヴァ大神を祭った神殿に改装するよう麻原が指示。保有していたサリンも処分された |
|                  | 密造していたAK-74が完成 |
| 1月4日           | 上九一色村の教団施設にサリンを噴霧したとして、教団信徒18人が村内の肥料会社社長を殺人未遂罪で告訴。教団は会見を開いて毒ガス攻撃を受けているためサリン副生成物が検出された旨主張、上九一色村のオウム対策委員会副委員長で産業廃棄物処理業を営んでいた人などを殺人未遂罪で刑事告訴した旨明らかにした。これをきっかけに教団とサリンの関係を公然と論評するマスコミも出て来た |
|                  | オウム真理教被害者の会会長VX襲撃事件 |
| 1月8日           | 教団信者が占星術を用いて神戸で地震があることを「エウアンゲリオン・テス・バシレイアス」内で予言 |
| 1月17日          | 阪神・淡路大震災発生。1月8日の予言的中と宣伝 |
| 1月              | 偽自動車免許証製造 |
| 2月9日           | 1月4日に教団が行なった刑事告訴について、告訴された一人が麻原ら4人を誣告罪と名誉毀損罪で甲府地方検察庁に告訴、さらに教団と幹部4人を相手に1億円の慰謝料を求めて甲府地方裁判所に民事訴訟を提起 |
| 2月28日          | 公証人役場事務長逮捕監禁致死事件、オウムに拉致された男性が死亡。犯行に使われたレンタカーから教団信者松本剛の指紋検出が報じられる |
| 2月              | 「エウアンゲリオン・テス・バシレイアス」で「悔いの無い死を迎えようではないか」という麻原の音声の放送が始まる。 |
| 3月2日           | 麻原の誕生日に合わせメスカリン密造 |
| 3月13日          | 「オウム真理教被害対策弁護団」の滝本太郎弁護士が警察庁長官と検事総長宛に「本当にオウムがサリンを撒く可能性がある」と速達で上申 |
|                  | 麻原と信者らがトイザらス岡崎店に出没 |
| 3月15日          | 霞ケ関駅アタッシュケース事件。東京・霞ケ関駅構内で、オウムが設置した不審なアタッシェケース（中身は超音波振動による自動式のボツリヌストキシン噴霧器）が発見され、警視庁の爆発物処理班が出動する |
|                  | 麻原と信者らが彦根市のファミレスに出没 |
| 3月17日          | 複数の教団幹部のステージ昇格を伝える尊師通達が発令される（当月付けから7月付けまで計23名） |
|                  | 警察庁において警視庁機動隊と捜査一課捜査員によるオウム真理教に対する一斉家宅捜索を3月22日に行う決定 |
| 3月18日          | 「オウム真理教から被害者を救出する会」主催による1万人集会 |
|                  | リムジン謀議にて地下鉄サリン事件の実行が決定される |
| 3月19日          | 脱会希望の大学生を拉致した容疑で大阪府警が教団大阪支部に家宅捜索、信者3名を逮捕 |
|                  | 島田裕巳宅爆弾事件、東京総本部火炎瓶事件 |
| 3月20日          | 地下鉄サリン事件。東京の営団地下鉄（現・東京地下鉄）でサリンを撒き、13人を殺害、約6000人が重軽傷 |
|                  | 名古屋における拉致事件。信者の家族の高齢女性を拉致し資産を強奪 |
| 3月22日          | 警視庁が公証人役場事務長逮捕監禁致死事件でオウム真理教信徒の逮捕状を取り、上九一色村の教団施設など1都2県の施設25カ所を一斉捜査 |
| 3月23日          | 「エウアンゲリオン・テス・バシレイアス」は「悔いの無い死を迎えようではないか」と「エンマの数え歌」（私はやってない～潔白だ～の歌）を放送し閉局 |
| 3月30日          | 警察庁長官狙撃事件。オウム犯行説があったが、実際は別の実行犯が教団へ濡れ衣を着せた。 |
| 4月1日           | オウム真理教附属医院の佐々木正光医師が麻原について肝硬変、Q熱、慢性心不全、心内膜炎の疑い、皮膚炎と5つもの病名を挙げて「約1ヶ月の加療及びベッド上安静が必要であると判断する」との診断書を作成したが、5月16日に逮捕された麻原は健康上何の問題もなかった |
| 4月6日           | 岡﨑一明が坂本弁護士一家殺害事件の犯行を自供 |
| 4月18日          | ロシア全土における活動禁止命令 |
| 4月23日          | 村井秀夫刺殺事件 |
| 5月5日           | 新宿駅青酸ガス事件 |
| 5月6日           | 林郁夫が地下鉄サリン事件の実行を自供 |
| 5月16日          | 東京都庁小包爆弾事件 |
|                  | 山梨県上九一色村の教団施設を一斉捜査。第6サティアン内にて麻原彰晃こと松本智津夫を逮捕 |
| 6月30日          | 東京地方検察庁と東京都が法人解散請求を東京地方裁判所に申請 |
| 9月6日           | 再捜索で坂本弁護士と妻の遺体発見 |
| 10月12日         | 初の実刑判決（岐部哲也に対し懲役1年） |
| 10月30日         | 東京地方裁判所が宗教法人法に基づく解散命令を決定（同年12月確定） |
| 10月31日 11月1日 | 米上院政府活動委員会の調査小委員会がこの期間に開いた公聴会で、CIAの調査とサム・ナンの執筆による、100ページ余りの『オウム真理教事件報告書』が提出される |
| 12月14日         | 村山富市首相がオウムへの破防法適用方針を了承 |
| 12月             | 国会で宗教法人法改正法が成立 |

## 1996年以降
アレフ（現・Aleph）への再編。
| 1996年1月18日            | 破防法第1回弁明手続 |
| 1996年1月30日            | 宗教法人オウム真理教解散命令事件。宗教法人格を喪失                                                                                                  |
| 1996年4月5日             | 破防法第2回弁明手続 |
| 1996年4月24日            | 麻原初公判 |
| 1996年5月15日            | 破防法第3回弁明手続（麻原出席） |
| 1996年5月28日            | 破防法第4回弁明手続（麻原出席） |
| 1996年6月                | ウェブサイト「オウム破防法適用で民主主義が危ない！」開設                                                                                            |
| 1996年6月19日            | 麻原に代わり、長男（当時3歳）と次男（当時2歳）の二人を「教祖」とした。麻原の地位は「開祖」に                                                        |
| 1996年6月21日            | 破防法第5回弁明手続 |
| 1996年6月28日            | 破防法第6回弁明手続 |
| 1996年8月24日 〜10月下旬 | 麻原逮捕後の信者の引き締めを目的とする「観念崩壊セミナー」が、松本麗華が中心となり断続的に行われ、多くの負傷者を出した                              |
| 1996年10月               | 公式サイト「INTERNETオウム真理教」開設 |
| 1996年12月11日           | 林泰男が玉川上水に隠したVX30～40グラムが発見される                                                                                                  |
| 1997年1月31日            | 公安審査委員会、オウム真理教への破壊活動防止法の適用を棄却                                                                                          |
| 1997年                   | 上九一色村に最後まで残っていた信者達の撤収後、村にあったサティアンの多くは閉鎖、取り壊された（第7サティアンサリンプラントのみ捜査のため残っていた） |
|                          | パソコン事業で教団維持に成功 |
| 1998年                   | 長野県に核シェルター建設開始（後に中止） |
| 1998年10月23日           | 初の死刑判決（岡﨑一明） |
| 1998年12月               | 上九一色村に最後まで残った第7サティアンが解体される                                                                                                 |
| 1999年4月                | 東京都内の繁華街で“復活”をアピール |
| 1999年9月29日            | オウム真理教休眠宣言 |
| 1999年12月3日            | 団体規制法と破産特別法が成立 |
| 1999年12月29日           | 上祐史浩出所 |
| 2000年2月1日             | 団体規制法に基づく公安調査庁長官の観察処分（3年間）が効力発生                                                                                       |
| 2000年2月4日             | 「宗教団体・アレフ」として再編 |
| 2000年7月1日             | ロシアで麻原彰晃こと松本智津夫の武力奪還・対日テロを図ったオウム信者逮捕（シガチョフ事件）                                                          |

| 2004年2月27日  | 東京地裁、麻原に死刑判決                                                                                     |
| 2006年9月15日  | 最高裁、麻原弁護団の特別抗告を棄却し死刑確定                                                                 |
| 2011年12月31日 | 平田信が警視庁丸の内警察署に出頭。翌日に逮捕監禁致死の容疑で逮捕                                             |
| 2012年6月3日   | 菊地直子が相模原市内の潜伏先で身柄を確保された                                                               |
| 2012年6月15日  | 高橋克也が東京都大田区の漫画喫茶内で身柄を確保される。これによりオウム関連の特別指名手配者はすべて確保された |
| 2018年1月25日  | オウム事件全裁判終結                                                                                         |
| 2018年7月6日   | オウム真理教元代表、麻原彰晃こと松本智津夫及び関係者らの死刑執行                                             |
| 2018年7月26日  | オウム真理教事件に関与した残りの死刑囚の刑が執行された。                                                     |